# Australacarus
Australacarus (лат.) — род морских тромбидиформных клещей семейства Halacaridae из надотряда Acariformes.

## Описание
Морские клещи микроскопических размеров. Длина тела от 370 мкм до 600 мкм. Идиосома узкая, её ширина меньше расстояния между местами прикрепления второй и третьей пар ног. Пальпы из 3 или 4 сегментов. Из четырех пар ног две передние обращены вперед, а две — назад. Относительно короткие ноги имеют шесть сегментов. Тело слабо склеротизовано. Дорзум с 6 парами щетинок. Все виды описаны все из южного полушария. Australacarus считается временным паразитом.
Пальпы образуют впадину, заключающую в себе иглообразные рострум и хелицеры.

## Классификация
Включает около 5 видов. Род входит в состав подсемейства Australacarinae Otto, 2000.
- Australacarus inexpectatus Bartsch, 1987
- Australacarus longipalpus Otto, 2000
- Australacarus mesaktanus Otto, 2000
- Australacarus pustulatus Bartsch, 1993
- Australacarus zagorskisae Otto, 2000